# Andrej Michaljou
Andrej Aljaksandrawitsch Michaljou (belarussisch Андрэй Аляксандравіч Міхалёў, russisch Андрей Александрович Михалёв/Andrei Alexandrowitsch Michaljow; * 23. Februar 1978 in Minsk, Weißrussische SSR) ist ein ehemaliger belarussischer Eishockeyspieler, der zweimal belarussischer Meister wurde und mit der belarussischen Nationalmannschaft an den Olympischen Winterspielen 2010 teilnahm.
Im März 2013 wurde er aufgrund eines Dopingvergehens zunächst suspendiert und zwei Monate später rückwirkend für zwei Jahre gesperrt.

## Karriere
Andrej Michaljou begann seine Karriere als Eishockeyspieler in seiner Heimatstadt in der Jugend des HK Junost Minsk, für dessen Profimannschaft er von 1995 bis 1999 in der East European Hockey League aktiv war, wobei er in der Saison 1996/97 zusätzlich für die Chicoutimi Saguenéens, die ihn beim CHL Import Draft 1996 in der zweiten Runde als insgesamt 59. Spieler ausgewählt hatten, aus der kanadischen Top-Juniorenliga QMJHL und die Nashville Nighthawks aus der Central Hockey League auf dem Eis stand. Anschließend wechselte er zum Herner EV in die Oberliga Nord, den er jedoch nach nur einem Jahr bereits wieder verließ. Nachdem der Angreifer die Saison 2000/01 bei den Bayreuth Tigers in der Oberliga Süd begonnen hatte, beendete er sie bei deren Ligarivalen Eisbären Regensburg, mit denen er am Saisonende in die 2. Bundesliga aufstieg, in der der Belarusse ein Jahr lang mit den Bayern spielte, ehe er in seine Heimat zurückkehrte.
Im Sommer 2002 erhielt Michaljou einen Vertrag beim HK Keramin Minsk. Mit den Hauptstädtern gewann der Linksschütze 2003 und 2004 jeweils die East European Hockey League. Zudem wurde er mit Keramin in der Saison 2007/08 erstmals in seiner Laufbahn belarussischer Meister wurde. Daraufhin wurde er von deren Stadtrivalen HK Dinamo Minsk aus der neu gegründeten  Kontinentalen Hockey-Liga verpflichtet, für die er in der folgenden Spielzeit in 55 Partien insgesamt 23 Scorerpunkte, darunter 14 Tore, erzielte.

### International
Für Belarus nahm Michaljou im Juniorenbereich an den U18-Junioren-Europameisterschaften 1995 und 1996 sowie der U20-Junioren-C-Weltmeisterschaft 1997 und der U20-Junioren-B-Weltmeisterschaft 1998 teil. Bei beiden U20-Turnieren gelang jeweils der Aufstieg in die nächsthöhere Stufe.
Im Seniorenbereich stand er im Aufgebot seines Landes bei den Weltmeisterschaften 2005, 2006, 2007, 2008, 2009, 2010, 2011 und 2012 sowie bei den Olympischen Winterspielen 2010 in Vancouver.

### Doping mit Methylhexanamin 2013
Während des Qualifikationsturniers für die Olympischen Winterspiele 2014 im Februar 2013 wurde Michaljou positiv auf das Stimulanzmittel Methylhexanamin getestet und daraufhin Anfang März 2013 vorläufig gesperrt. Anschließend absolvierte er keine Spiele mehr, ehe er Ende Mai des gleichen Jahres für zwei Jahre gesperrt wurde.

### Comeback 2015
Ende Januar 2015, nach Ablauf seiner Dopingsperre, kehrte Michaljou in den Eishockeysport zurück und gewann am Saisonende mit dem HK Schachzjor Salihorsk einen weiteren belarussischen Meistertitel. Im Mai desselben Jahres wurde er erneut von Dinamo Minsk verpflichtet und absolvierte 53 weitere KHL-Partien für den Klub. In der Saison 2016/17 spielt er wieder für Schachzjor Salihorsk und beendete anschließend seine Karriere.

## Erfolge und Auszeichnungen
- 1997 Aufstieg in die B-Gruppe bei der U20-Junioren-C-Weltmeisterschaft
- 1998 Aufstieg in die A-Gruppe bei der U20-Junioren-B-Weltmeisterschaft
- 2001 Aufstieg in die 2. Bundesliga mit den Eisbären Regensburg
- 2003 East-European-Hockey-League-Gewinn mit dem HK Keramin Minsk
- 2004 East-European-Hockey-League-Gewinn mit dem HK Keramin Minsk
- 2008 Belarussischer Meister mit dem HK Keramin Minsk
- 2009 Spengler-Cup-Gewinn mit dem HK Dinamo Minsk

## KHL-Statistik
(Stand: Ende der Saison 2015/16)